# Long Way Home (album)
Long Way Home – pierwszy album polskiego zespołu Alpha Dog. W Polsce został wydany 19 marca 2016.

## Utwory
1. "With The Eyes Closed" 2:41
2. "Grey" 4:27
3. "Day Without You" 3:34
4. "Voices of Silence" 4:03
5. "Say it Loud" 4:34
6. "Lies" 4:10
7. "Faces" 4:33
8. "Love" 3:32
9. "Rise Your Arm" 3:22
10. "Far as I Can Go" 5:24
11. "Raj" (gość. Tomasz Lipnicki) 2:37